# Hawranie Rzędy

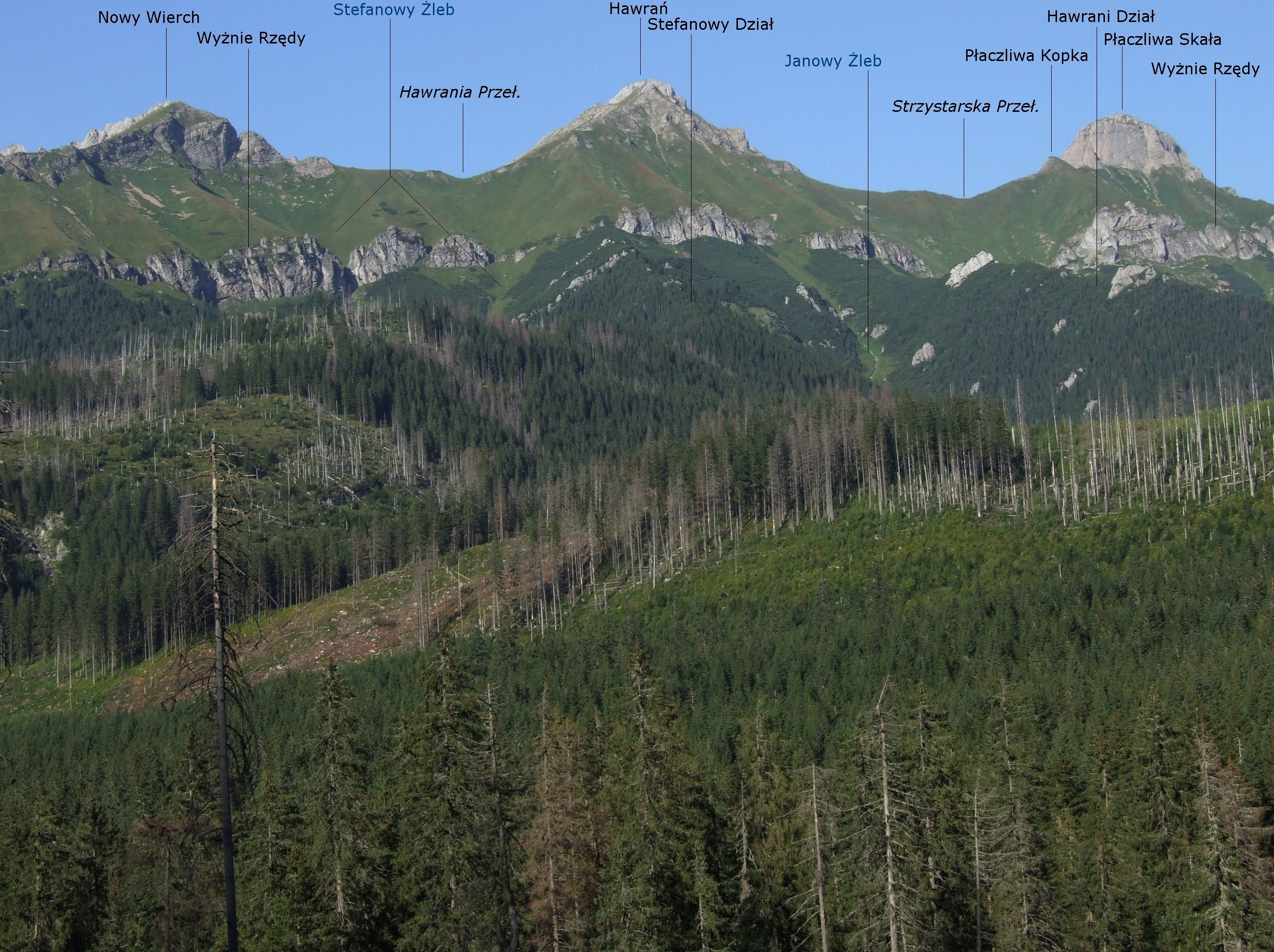

Hawranie Rzędy – pas skał na południowo-zachodnich stokach Hawrania w słowackich Tatrach Bielskich. Zbudowane są z triasowych dolomitów i są wytworem lodowca pokrywającego w czasie ostatniego zlodowacenia Dolinę Zadnich Koperszadów. Hawranie Rzędy ciągną się od Stefanowego Działu na zachodzie po Szeroki Żleb na wschodzie. Znajdują się na wysokości około 1750 m i tworzą urwiste ścianki o wysokości do 40 m. Nie jest to pas ciągły, w wielu miejscach przecięty jest bowiem przez koryta żlebów spadających z grani głównej.
Hawranie Rzędy wchodzą w skład tzw. Wyżnich Rzędów. Po zachodniej stronie przedłużeniem Hawranich Rzędów są Nowe Rzędy, po wschodniej  Płaczliwe Kazalnice.

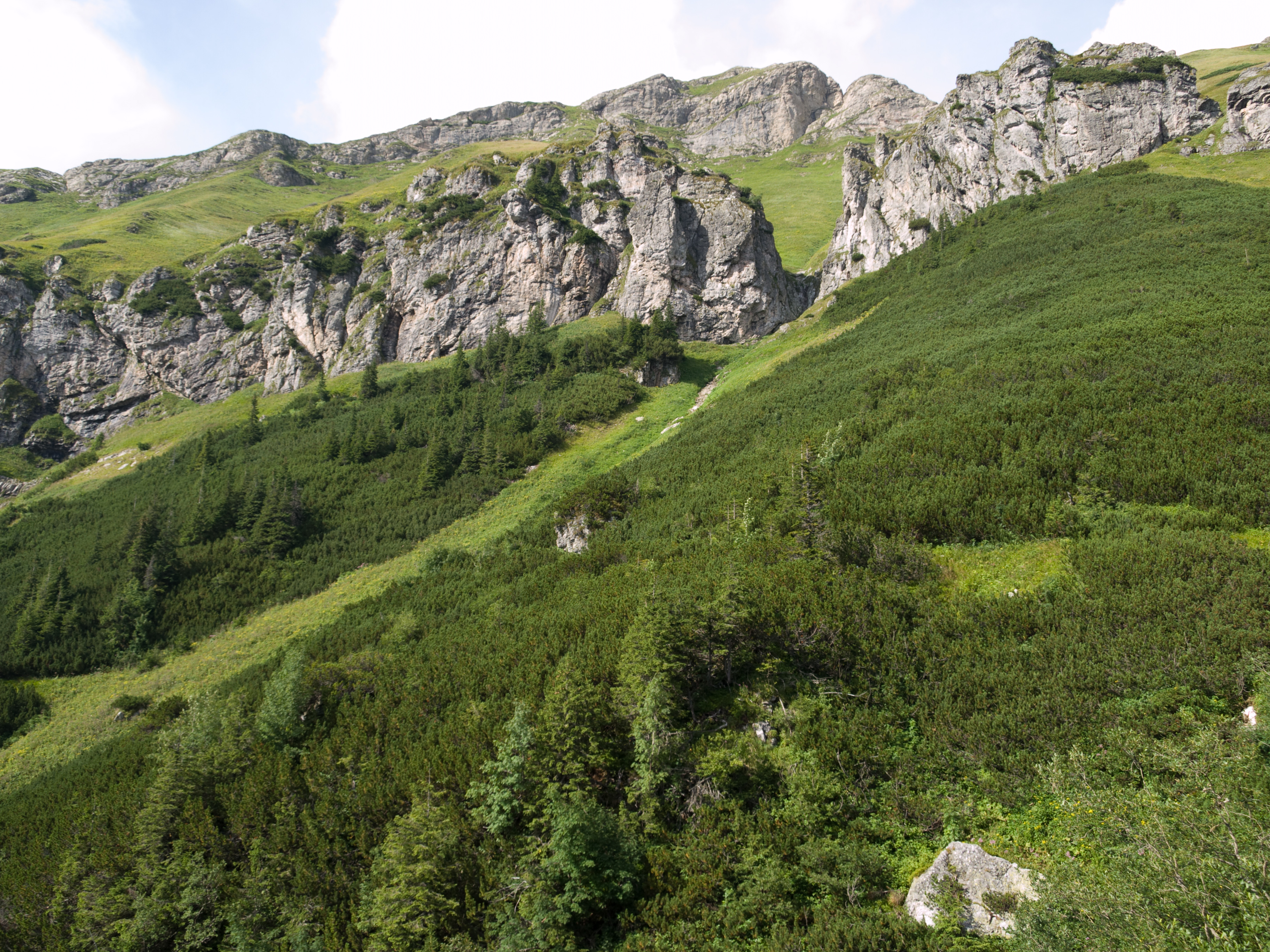
Zadni Stefanowy Żleb przecinający Hawranie Rzędy